# Zaposlovanje tujcev

## Zaposlovanje tujcev
Zaposlovanje tujcev je postal globalni podjetniški trend, še posebej v državah, ki se srečujejo s pomanjkanjem visoko izobraženega kadra. Združene države Amerike na primer vsako leto rekrutirajo 100.000 kvalificiranih in usposobljenih tujih delavcev iz Evrope, Azije, Centralne in Južne Amerike. V Singapurju je odstotek tujih državljanov, ki zapolnjujejo delovno silo velik kar 20 procentov. 
Tuji delavec oz gostujoči delavec je oseba, ki dela v državi, ki ni tista, iz katere je državljan. Tuji delavci so lahko zaposleni v tujini začasno, naj bi bili tudi legalno preko gostujočih delavskih programov. Običajno večino svojega prispevka pošiljajo v državo od koder prihajajo, sploh, če je v izvorni državi tudi delavčeva družina. 
Zaposlovanje tujcev je tako postala praksa večjega dela sveta.
Delo v tujini prinaša nekatere praktične probleme. Potrebno je najti stanovanje, morebiti izbrati šolo za otroke, poskrbeti za pokojninski prispevek, zdravstveno zavarovanje, se prilagoditi lokalnemu davčnemu sistemu in celo najti službo za soproga. Za vse omenjene situacije povezane s selitvijo in zaposlovanjem v tujini je dolžan delodajalec poskrbeti oziroma pomagati tujcu pri razreševanju le teh.

### Kakšen profil ljudi je primeren za delo v tujini?
Za uspešnega delavca v različnih kulturnih okoljih večina znanstvenikov predpostavlja, da morajo imeti visoko kulturno inteligenco. 

#### Kulturna inteligenca
Kulturna inteligenca je zmožnost vedenja, za katerega so značilne veščine (znanje jezika, interpersonalne veščine) in kvalitete (tolerantnost do nejasnih situacij, fleksibilnost), ki so ustrezne za vrednosti v določeni kulturi in za odnose z ljudmi, s katerimi je oseba v interakciji 
Kulturna inteligenca je tako zmes različnih inteligenc: lingvistična, prostorska, emocionalna, medosebna.
Z obstojem kulturne inteligence je tako mogoče razviti intelektualna orodja za spoprijemanje z različnimi kulturnimi okolji, predvsem s pričakovanjem drugačnega vedenja v novem okolju in razvojem tolerantnosti do različnih novih situacij. Kultura naj ne bi bila omejena na jezik, običaje in etiko. Če delamo v različnih kulturah, moramo razumeti, da se poslovne igre od ene do druge kulture razlikujejo. Delovanje po kulturah namreč pomeni poglobljeno razumevanje pomena različnih vedenj, prepričanj in pravil etike.
Dejavniki, ki jih še upoštevajo podjetja pri izbiri kadra (tuji delavec) poleg splošnih razpisanih pogojev, so dosedanji uspehi na področju upravljanja, avtonomija, čustvena stabilnost, tolerantnost, intelektualna odprtost, izbirne odločitve. Ko enkrat podjetje izbere kader, mora biti posebej pozorno, da mu zagotovi določena usposabljanja. Dobrodošla so tudi različna izobraževanja, kjer se lahko posameznik uči ali dopolnjuje v jeziku države, v kateri deluje in spozna njihovo kulturo. Vse to mu omogoča lažjo integracijo v okolje in posledično tudi lažje prilagajanje na delovnem mestu. Velikokrat se zgodi, da se posamezniki ne prilagodijo novemu okolju, prihaja do ne optimalnih situacij na delovnem mestu, kar pa pogosto privede v depresijo.

#### Medkulturne kompetence
Da bi se naučili uspešno upravljati s kulturnimi razlikami, potrebujemo medkulturne kompetence, ki predstavljajo predpogoj za uspešen medkulturni dialog. Medkulturne kompetence so zmožnost ustreznega in učinkovitega komuniciranja z ljudmi iz drugih kultur. Danes postajajo vedno bolj pomembne, prav tako pa so postale ena ključnih tem 21. stoletja v Svetu Evrope.
Bogilovič in Škerlavaj v slovenskem povzetku članka Metacognitive and motivational vultural intelligence: Superpowers for creativity in a cultural diverse environment  govorita o tem, da so zaposleni, ki so visoko motivirani za medkulturno sodelovanje (motivacija kulturna inteligentnost) in lahko prilagodijo svoje mišljenje o medkulturnih razlikah (metakognitivna kulturna inteligentnost), bolj ustvarjalni v kulturno raznolikem okolju. Menita, da lahko metakognitivna in motivacijska kulturni inteligentnosti lahko zmanjšata negativne vidike procesa socialne kategorizacije in tako spodbudita posameznikovo ustvarjalnost v kulturno raznolikem okolju (E/B/R Povzetki v Slovenskem jeziku, b.d.).

#### Medkulturno prilagajanje
Black in njegovi kolegi so opredelili tri dimenzije medkulturnega prilagajanja: prilagoditev na delo, prilagoditev za interakcijo z domačini gostujoče države, prilagoditev splošnemu okolju. Ti vidiki se pozitivno povezujejo z uspešnostjo dodelitev nalog na mednarodni ravni in s tem, da bi posameznik lahko ostal v gostujoči državi. Negativno pa je povezana s prezgodnjim prenehanjem pogodbe ali zapustitve gostujoče države.
Ugotovitve raziskav kažejo na obstoj dveh različnih dinamičnih prilagoditev izseljencev. Tuji delavci, ki so običajno zaposleni na višjih položajih, se osredotočajo predvsem na dotično delovno mesto in se v omejenem obsegu izpostavljajo zunanjemu svetu in prilagoditvam izven delovnega mesta. Na drugi strani so tuji delavci, ki so manj časa v organizaciji in še nimajo tako visokega položaja na delovnem mestu. Ti običajno namenijo več energije in časa prilagajanju na okolje v državi, kjer se zaposlujejo kot tuji delavci. 
Kako dolgo bodo tuji delavci ostali v državi gostiteljici, ki jim nudi zaposlitev, je povezano predvsem s tem, kakšna je ta država (npr. jim je kulturno blizu, omogoča lahko prilagajanje na kulturo. Prav tako ima na ustalitev v državi gostiteljici tudi obdobje, ki ga je posameznik tam preživel. Dlje kot se zadržuje in je zaposlen v državi ter je dokaj uspešen pri prilagajanju na novo okolje, večja bo želja, da tam tudi ostane.
Psihološka prilagoditev se nanaša na notranje psihološke izide, kot so duševno zdravje in osebno zadovoljstvo. Socialnokulturna prilagoditev pa se nanaša na zunanje psihološke izzide, ki se kažejo v posameznikovem obvladovanju vsakdanjih problemov, posebej na področju družine dela.

#### The Multicultural Personality Questionnaire
Za potrebe zaposlovanja tujcev in upravljanja s tujimi delavci je bil razvit pripomoček The Multicultural Personality Questionnaire (MPQ)
Pripomoček je vprašalnik za merjenje osebnosti, ki je bil razvit posebej za opisovanje vedenja, ki se izraža, ko smo v stiku z ljudmi iz različnih kultur. Nanaša se na vedenje v multikulturnih situacijah, ustvarjanje relacij. 
Uporabljamo ga lahko za napovedovanje, kako se ljudje prilagajajo drugim kulturam ter kako se v njih udomačijo. 
Uporaben je tudi za selekcijo in trening tujih delavcev.
Pripomoček ocenjuje pet različnih faktorjev: 
1.     Kulturna empatija
2.     Odprtost (open.minded), 
3.     Socialna iniciativa, 
4.     Emocionalna stabilnost, 
5.     Fleksibilnost
Pripomoček je dostopen na spletu v angleščini in francoščini, čas reševanja pa je približno 10 minut.
Zaposlovanje tujcev je tako postala praksa večjega dela sveta in za države, ki zaposlujejo tuje državljane, to prinaša nove izzive. Zaradi povišanega trenda zaposlovanja tujcev so raziskovalci v eni izmed raziskav želeli izmeriti razlike v delovni percepciji, odnosu in vedenju na delovnem mestu med zaposlenimi tujci in zaposlenimi iz lokalnega območja. V skupino tujcev so tako vključili osebe, ki nimajo stalnega bivališča v državi, kjer so zaposleni in za tamkajšnje delovno udejstvovanje niso sponzorirani iz strani domačih organizacij ali države. S pomočjo social exchange theory predpostavljajo, da bodo tujci na delovnem mestu imeli manj pozitivnih medosebnih odnosov kot lokalni delavci, ker tujci prejemajo drugačne vzpodbude od organizacije kot lokalni delavci (plačilo, bonusi, dostopnost do kariernega razvoja in napredovanja). Do teh razlik pri zunanjih spodbudah prihaja zaradi statusa, ki jim omejuje pri doseganju določenih dobrin, čeprav so v veliki meri zaposleni tujci bolj izobraženi kot domači, predvsem v državah z visoko razvito tehnologijo. Zaradi tega bodo tujci čutili tudi manjšo pripadnost in odgovornost samemu podjetju kot lokalni zaposleni. Rezultati raziskave niso pokazali nobenih statističnih razlik pri zadovoljstvu z delom. Tujcem delo v drugi državi in organizaciji predstavlja običajno rast na delovnem področju in običajno so z delom bolj zadovoljni kot v svoji državi, kjer niso dobili priložnosti in so ravno zaradi tega odšli v tujino.

### Zaposlovanje tujcev v Sloveniji
V Sloveniji zaposlovanje tujcev regulira Zakon o zaposlovanju, samozaposlovanju in delu tujcev (ZZSDT), ki določa pogoje za zaposlovanje, samozaposlovanje in delo tujcev ter s tem povezane naloge Republike Slovenije za urejanje in zaščito trga. Sestavlja ga 82 členov.V taki obliki, kot ga beremo danes, je bil razglašen 24. junija 2015, pod njega pa se je podpisal predsednik Republike Slovenije Borut Pahor.
S tem zakonom se v pravni red Republike Slovenije delno prenašajo direktive Evropske unije. 
Slovenija se je leta 2007 z vstopom v Evropsko Unijo obvezala, da bo za države članice EU, EGO in Švicarske konfederacije omogočen prost dostop do slovenskega trga dela in zaposlovanja, kar pomeni, da ti tujci ki prihajajo iz omenjenih držav, ne potrebujejo delovnega dovoljenja niti dovoljenja za prebivanje, pač pa je zanje potrebna le sklenitev delovnega razmerja na podlagi pogodbe o zaposlitvi in prijava v socialno zavarovanje.
Prost pretok oseb je poleg prostega pretoka blaga, kapitala in storitev ena od štirih temeljnih svoboščin na notranjem trgu Evropske unije (EU) in eden od principov Rimske pogodbe iz leta 1957, ki pa je bilo uveljavljeno postopoma. Načelo prostega gibanja oseb se nanaša na zmanjšanje administrativnih ovir z namenom omogočiti državljanom držav članic EU in njihovim družinskim članom ne glede na državljanstvo, da se prosto gibljejo med državami članicami z namenom, da tam živijo, delajo, študirajo ali se upokojijo.
Z izjemo Republike Hrvaške ima Republika Slovenija z vsemi drugimi državami članicami tudi v praksi uveljavljeno pravico do prostega pretoka delavcev, kar pomeni, da so državljani drugih držav članic in njihovi ožji družinski člani na slovenskem trgu dela izenačeni s slovenskimi državljani (in seveda obratno) ter se lahko zaposlijo in samozaposlijo brez delovnih dovoljenj. Poleg držav članic EU velja načelo prostega pretoka delavcev tudi z državami Evropskega gospodarskega prostora (Norveška, Liechtenstein, Islandija) in Švicarsko konfederacijo. 
 Poleg zaposlitve in samozaposlitve se načelo prostega pretoka nanaša tudi na izvajanje storitev. Tako lahko podjetje s sedežem v eni izmed držav članic EU (vključno z Republiko Hrvaško) na podlagi pogodbe z naročnikom iz druge države članice v tisti države čezmejno izvaja storitve z delavci, zaposlenimi pri njem, brez delovnih dovoljenj, in sicer ne glede na državljanstvo delavcev. Če so delavci, ki bodo napoteni, državljani tretjih držav, pa so si v državi, kamor bodo napoteni, predhodno dolžni urediti prebivanje, v skladu z zakonodajo tiste države.
Zakon o zaposlovanju, samozaposlovanju in delu tujcev je kot uradni dokument dostopen na spletni strani: http://www.pisrs.si/Pis.web/pregledPredpisa?id=ZAKO6655
Delodajalci se morajo pri zaposlovanju tujcev držati določenih pravil, ki skrbijo za pravice tujih delavcev in posredno vplivajo na lažje prilagajanje na delo v tuji državi
Pravila, ki veljajo za zaposlovanje tujcev: Pogodba o delovnem razmerju, prijava v socialna zavarovanja, davčno številko, bančni račun, zagotavljati morajo varnost in zdravje pri delu ter tujim delavcev urediti nastanitev.